# Scrancia cadoreli
Scrancia cadoreli är en fjärilsart som beskrevs av Pierre E.L. Viette 1972. Scrancia cadoreli ingår i släktet Scrancia och familjen tandspinnare. Inga underarter finns listade.